# Phlugis arborea
Phlugis arborea är en insektsart som beskrevs av Nickle 2003. Phlugis arborea ingår i släktet Phlugis och familjen vårtbitare. Inga underarter finns listade i Catalogue of Life.